# Church of the Holy Rude
De Church of the Holy Rude (kerk van het Heilige Kruis) is een parochiekerk van de Church of Scotland in Stirling in de Schotse regio Stirling. De kerk werd gesticht in de twaalfde eeuw; het huidige gebouw stamt uit de vijftiende eeuw. De kerk was een van de eerste kerken in Schotland die door de reformatie werden beïnvloed. Jacobus VI werd in 1567 in deze kerk gekroond tot koning van Schotland.

## Geschiedenis

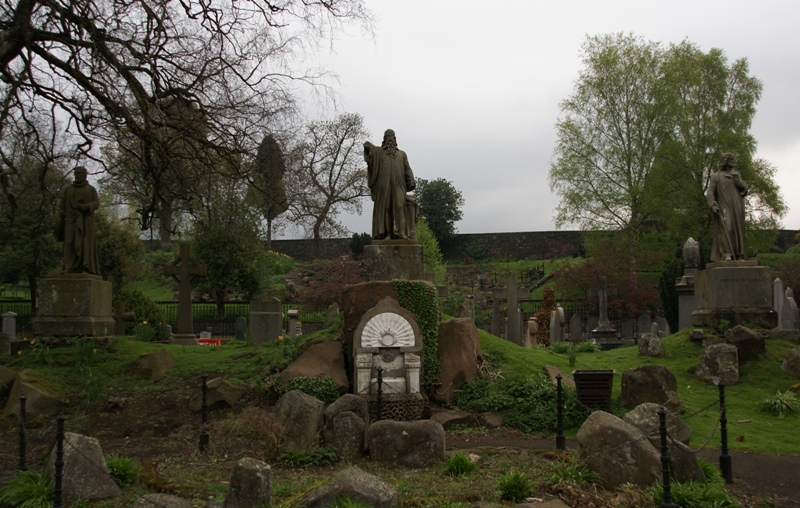
Begraafplaats met beelden van Alexander Henderson, John Knox en Andrew Melville.

De Church of the Holy Rude is genoemd naar het Heilige Kruis. De kerk werd in 1129 gesticht en stond toentertijd onder beheer van Dunfermline Abbey.
In 1405 woedde er een grote brand in Stirling waarbij ook de kerk verwoest werd. De nieuwe kerk die aan het begin van de vijftiende eeuw werd gebouwd, was in drie fasen gepland, doch slechts twee fasen werden gerealiseerd. Het schip werd als eerste gebouwd. Pas in 1507 werd er begonnen met het koor, de apsis en het verhogen van de westelijke toren. Deze tweede fase kwam gereed in 1555. Doordat de status van Stirling was vergroot door handel enerzijds en de aanwezigheid van adel anderzijds, was een grotere kerk gewenst. Op initiatief van James Beaton, abt van Dunfermline Abbey en later aartsbisschop van St Andrews, werd het koor opgenomen in het schip en werd een nieuw, groter koor gebouwd; de nieuwe apsis was een ontwerp van John Coutts.

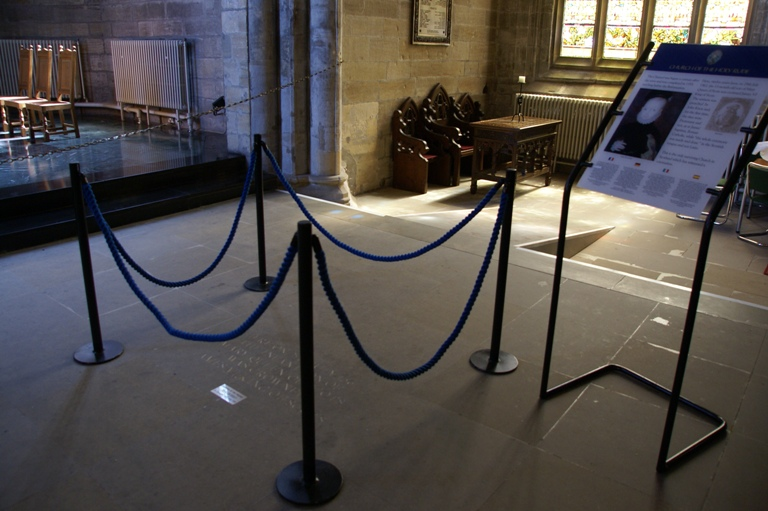
Gedenksteen: kroning van Jacobus VI van Schotland in 1567.

De derde fase, het plan om een centrale toren toe te voegen aan de kerk evenals een noord- en zuidtransept, is nooit gerealiseerd door de opkomst van de reformatie, al was hier in het ontwerp wel rekening mee gehouden getuige bijvoorbeeld de vier massieve pilaren bij het kruis van het kerkgebouw.
Tijdens de reformatie rond 1560 onderging de kerk een beeldenstorm, waarbij alle beelden en afbeeldingen werden verwijderd.
Op 29 juli 1567 werd in de Church of the Holy Rude de minderjarige zoon van Mary, Queen of Scots tot Jacobus VI van Schotland gekroond. Queen Mary werd gevangen gehouden in Lochleven Castle waar ze op 24 juli afstand van de troon had gedaan ten gunste van haar zoon. De dienst werd geleid door de reformator John Knox. Slechts vijf graven en acht landheren (lords) waren aanwezig.
In 1651 plaatste generaal George Monck artillerie op de toren tijdens de belegering van het nabijgelegen Stirling Castle.
In de periode 1656 tot 1936 verdeelde een muur het schip van het koor, zodat twee gemeenschappen gebruik konden maken van de kerk. De oorzaak lag in een dispuut tussen dominee James Guthrie en een collega.

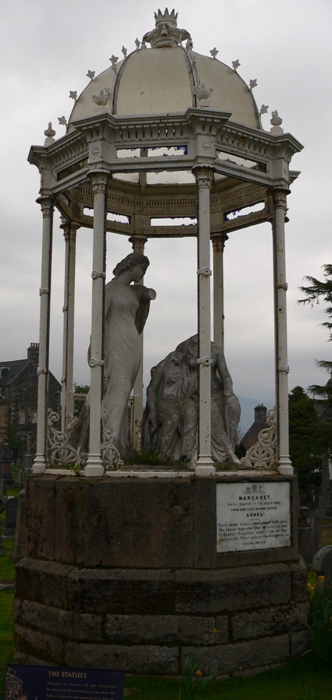
Het Victoriaanse Wilson Monument ter nagedachtenis van de martelares van Solway.

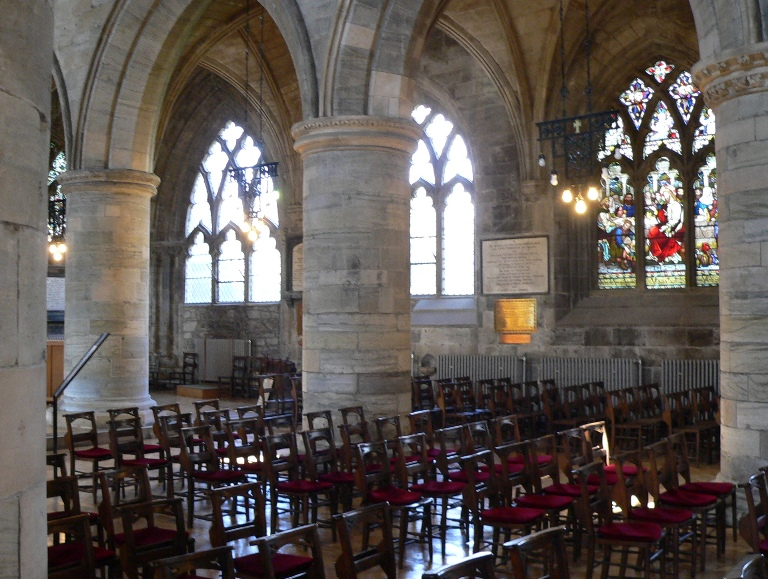
Church of Holy Rude: interieur.

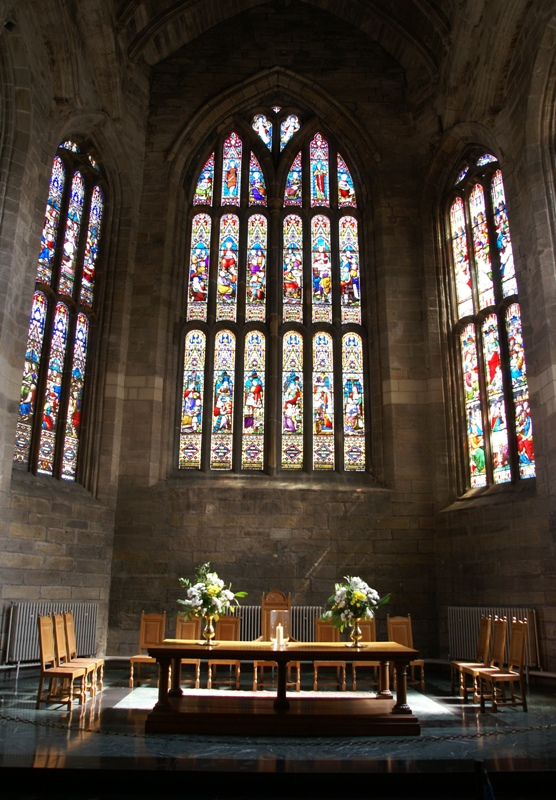
Apsis met de communietafel.

## Bouw

### Kerk
De Church of the Holy Rude was bedoeld als een kerk met een kruisvormige plattegrond. De kerk is west-oost georiënteerd en bestaat uit een schip en een koor met apsis aan de oostzijde. Aan de westelijke zijde bevindt zich een toren. Er is geen centrale toren, hoewel deze wel gepland was.
Het schip heeft nog zijn oorspronkelijke plafond van eikenhouten balken, dat door eikenhouten wiggen is vastgezet. De pilaren in het schip zijn niet versierd behalve de meest oostelijke pilaren die bij het koor staan. In het midden tussen schip en koor staan de meest massieve pilaren van de kerk; deze waren bedoeld om een centrale toren te ondersteunen.
De kerk kende vier kapellen, waarvan de Queen Margaret Chapel zich in de noordoostelijke hoek van het schip bevond. De enige intact overgebleven kapel is de Saint Andrew's Chapel in de noordoostelijke hoek. Na de reformatie in 1560 werd de kapel gebruikt als mausoleum door de Forresters of Garden at Buchlyvie. In de twintigste eeuw is het mausoleum weer als kapel in gebruik genomen.
In de zuidwestelijke hoek van het schip staat een kerkklok, die bekend is als de The Mary Bell dankzij de inscriptie op de klok die begint met Hail Mary full of grace. Deze klok is hoogstwaarschijnlijk afkomstig van Cambuskenneth Abbey. De westelijke toren heeft zes klokken.
De kerk heeft een Rushworth and Dreaper pijporgel uit 1890 in het noordelijk transept.
In de vroege negentiende eeuw veranderde de architect James Gillespie Graham in opdracht van de gemeente Stirling de kerk. Hij sloot de westelijke ingang af en bracht in 1818 een stucplafond aan waardoor de eikenhouten balken van het plafond niet meer zichtbaar waren. In de vroege twintigste eeuw verwijderde architect Thomas Ross het valse plafond. Later verwijderde architect James Miller de scheiding uit 1656 tussen het koor en het schip. Tussen 1987 en 1993 werden uitgebreide renovaties uitgevoerd.
In 1997 werd een plaat met inscriptie geplaatst om de kroning van Jacobus VI in 1567 te gedenken.

### Gebrandschilderde ramen
De Church of the Holy Rude heeft gebrandschilderde ramen uit de late negentiende eeuw en uit de twintigste eeuw.
De centrale ramen in de apsis herdenken John Cowane, een rijke koopman en weldoener die onder ander het Cowane's Hospital stichtte.
Het Four Seasons Window (Vier Seizoenen Raam), ontworpen door Douglas Strachan, bevindt zich in het zuidelijk transept boven de centrale deur en stamt uit de twintigste eeuw.
Het Angel Window (Engel-raam) stamt uit 1868 en kijkt uit op de apsis en de communietafel, die afkomstig is uit de St Giles' Cathedral (Edinburgh).
Het Guildry window (Gilden-raam) uit 1993 is ontworpen door Crear McCartney met als thema de nummers drie en vier.

### Begraafplaats
Ten westen en noorden van de kerk bevindt zich de begraafplaats, waar ook een aantal standbeelden van reformators staan, zoals die van John Knox (1510-1572), Andrew Melville (1545–1622) en Alexander Henderson (1583-1646); en van covenanters zoals James Renwick (1662-1688; opgehangen in Edinburgh), James Guthrie (opgehangen in 1661 in Edinburgh) en Margaret Wilson (verdronken aan de Martyrs' Stake in Wigtown in 1685). Het standbeeld van deze laatste staat bekend als het Wilson Monument of Martyr's Monument.

## Beheer
De Church of the Holy Rude wordt beheerd door de Church of Scotland.